# Johan V av Armagnac
Johan V av Armagnac, född 1420, död 1473, var en fransk feodalherre, greve av Armagnac.
Johan deltog i Ligue du bien public (förbundet för det allmänt bästa) som adelns mera framträdande medlemmar bildade mot kung Ludvig XI 1465, och hörde även i fortsättningen till de mest oppositionella herrarna. Han drog sig inte för förbindelser med utländska makter. Då Ludvig XI upptog kampen mot feodalherrarna, vände han sig 1472 mot Johan. Dennes fästning Lectoure måste kapitulera 1473 och Johan själv dödades mot kapitulationsbestämmelserna av en av kungens bågskyttar.